# تشارلز وايتهد
تشارلز وايتهد (بالإنجليزية: Charles Whitehead)‏ (4 سبتمبر 1804، لندن الكبرى في المملكة المتحدة - 5 يوليو 1862، ملبورن في أستراليا)؛ شاعر وروائي بريطاني.